# Suimanga de pit escarlata
El suimanga de pit escarlata (Chalcomitra senegalensis) és un ocell de la família dels nectarínids (Nectariniidae).

## Hàbitat i distribució
Habita sabanes amb arbres al Senegal, Gàmbia, sud de Mauritània, sud de Mali, Burkina Faso, Guinea Bissau, Guinea, Sierra Leone, Costa d'Ivori, Ghana, Togo, Benín, sud de Níger, Nigèria, Camerun, República Centreafricana, sud de Txad i Sudan del Sud fins l'oest i centre d'Etiòpia, Eritrea, nord-est de la República Democràtica del Congo, Ruanda, Burundi, Kenya, (excepte el nord-est), Tanzània, incloent Zanzibar i Pemba, Zàmbia, Malawi, sud d'Angola, centre de Namíbia, nord de Botswana, Zimbabwe, Moçambic i nord-est de Sud-àfrica.